# 双剑论
双剑论或两剑论（拉丁語：gladii duo）是12世纪至13世纪，中世纪欧洲关于世俗权柄和属灵权柄的一种理论，其产生背景涉及罗马天主教会和神圣罗马帝国之间的叙任权斗争。理论起源于《新约圣经》中的《路加福音》第22章第38节，其中耶稣让门徒准备两把剑（刀），后分别解释为世俗权柄和属灵权柄，属灵权柄由圣彼得和后来的天主教会继承。相关理论最早于494年由教宗哲拉修一世在信件中提及。在中世纪，罗马天主教教宗博尼法斯八世于1302年发布的《独一至圣》进一步强化了该理论。
教宗哲拉修一世的论述到：“由教父们传给中世纪的那种有关一种普世的基督教社会的观念，在根本上区别于古代关于一种世界性共同体的理念，而且也在根本上区别于现代所盛行的各种关于教会和国家的思想。这种观念之所以与后者不同，乃是因为教父们所理解的教会并不是一个因“自愿”接受基督教教义而结合在一起的独立的人群。按教父们的理解，教会同帝国一样，都是普世的，因为教会和帝国这二者都含括了“所有的人”。人类形成了一个由“两种政府”支配的“单一社会”——这两种政府各有自己的法律、自己的立法机构和行政机构，乃至自己的权利。然而，这种观念之所以不同于公元前古代社会所盛行的任何思想，则是因为它把人们的忠诚和服从分给了两种理想和两种统治权。...这样，基督教便把基督徒置于了双重法律和双重政府之下。”